# Hähnichen
Hähnichen és un municipi alemany que pertany a l'estat de Saxònia. Limita a l'oest amb Rothenburg (Alta Lusàcia) i comprèn els districtes de Hähnichen, Quolsdorf (Chwalecy), Spree (Sprjewje) i Trebus (Trjebuz).